# Красностановский
Красностановский — хутор в Новониколаевском районе Волгоградской области России. Входит в состав Верхнекардаильского сельского поселения.

## География
Хутор находится в северо-западной части Волгоградской области, в степной зоне, в пределах Хопёрско-Бузулукской равнины, на правом берегу реки Кардаил, на расстоянии примерно 28 километров (по прямой) к северо-востоку от посёлка городского типа Новониколаевский, административного центра района. Абсолютная высота — 120 метров над уровнем моря.
Часовой пояс
Хутор Красностановский, как и вся Волгоградская область, находится в часовой зоне МСК (московское время). Смещение применяемого времени относительно UTC составляет +3:00.

## Население
| 2010 |
| ---- |
| 9    |

Гендерный состав
По данным Всероссийской переписи населения 2010 года в гендерной структуре населения мужчины составляли 44,4 %, женщины — соответственно 55,6 %.
Национальный состав
Согласно результатам переписи 2002 года, в национальной структуре населения русские составляли 100 % из 25 чел.

## Улицы
Уличная сеть хутора состоит из одной улицы (ул. Степная).